# Вулиця Петра Нестерова
Ву́лиця Петра́ Не́стерова — вулиця в Шевченківському районі міста Києва, місцевість Шулявка. Пролягає від Берестейського проспекту до вулиці Антона Цедіка.
Прилучається вулиця Марії Капніст.

## Історія
Вулиця виникла у 50-ті роки XX століття. Сучасну назву вулиця отримала 1958 року, на честь російського льотчика Петра Нестерова, який саме в Києві першим виконав на своєму літаку фігуру вищого пілотажу — так звану «петлю Нестерова» (або мертву петлю).

## Установи та заклади
- Інститут механіки імені С. П. Тимошенка НАН України (буд. № 3)
- Редакція парламентської газети «Голос України» (буд. № 4)

## Пам'ятники та меморіальні дошки
- буд. № 3 — меморіальна дошка на честь Анатолія Дмитровича Коваленка (1905–1973), вченого в галузі механіки, академіка АН УРСР, який працював у цьому будинку в 1961–1973 роках. Відкрита 25 травня 1976 року, скульптор Олена Кальницька, архітектор Анатолій Сницарев.

## Цікаві факти

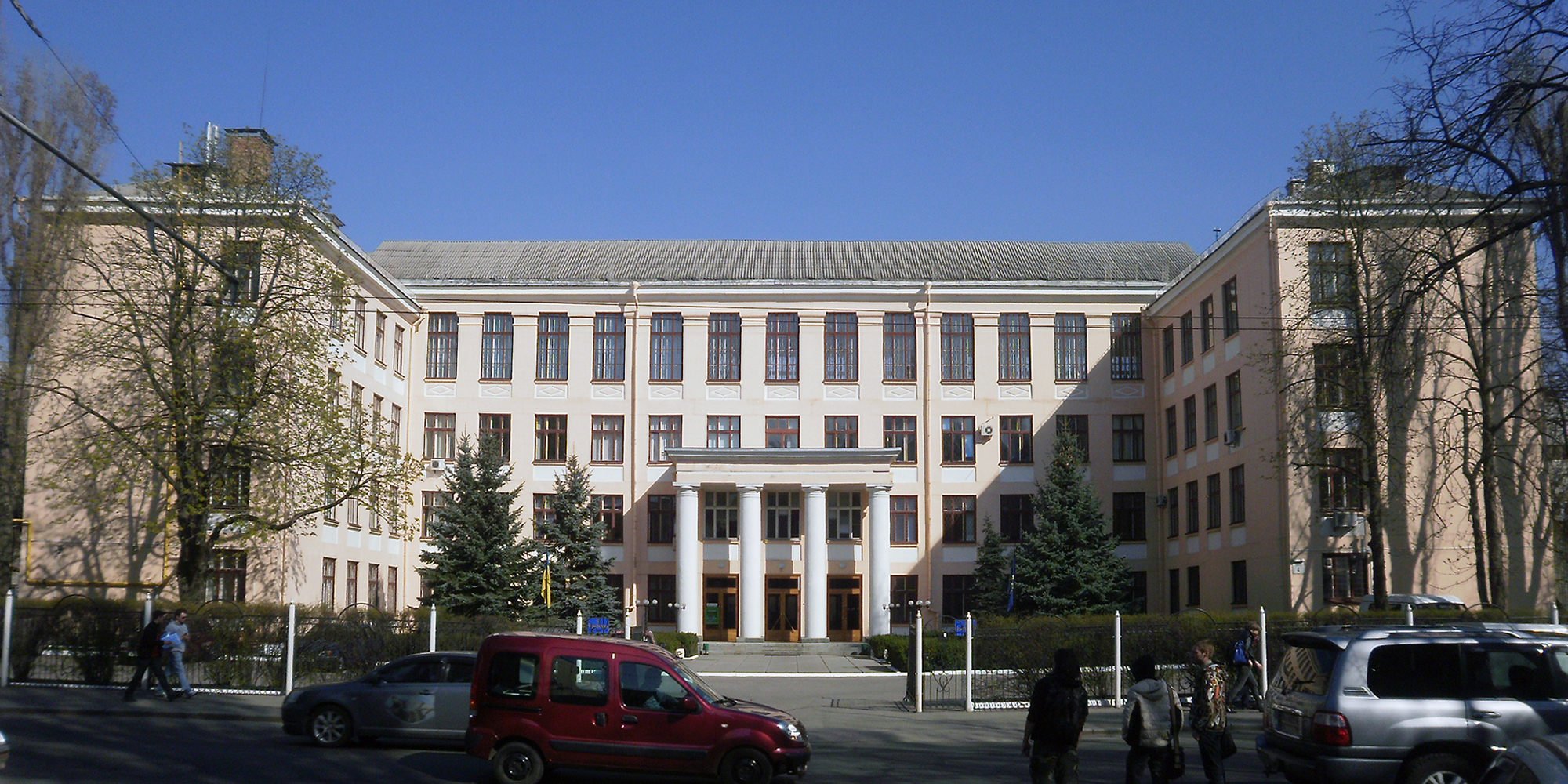
редакція «Голосу України»

Будинок № 4 — колишня середня школа проєкту 2-02-27, споруджена у 1955 році. Його особливістю є те, що це перша будівля школи із збірних елементів — крупних стінових офактурених шлакобетонних блоків. У будівництві шкіл це була перша спроба використання основних конструкцій із збірних елементів. Авторами проекту були архітектори Б. О. Ведерников, Н. І. Луговий та інженер В. Т. Попов.